# Лебедев, Виктор Григорьевич
Ви́ктор Григо́рьевич Ле́бедев (19 ноября 1901, Москва — 10 января 1979, Москва) — советский военачальник, гвардии генерал-майор танковых войск (1943). В Великую Отечественную войну командовал танковыми бригадами. В 1945—1953 годах — начальник кафедры в Московском автомеханическом институте.

## Биография
Родился в Москве 19 ноября 1901 г. Детство прошло в деревне Терехунь Серпуховского уезда Московской губернии. Отец столяр-краснодеревщик. Мать белошвейка.

### В революционные годы
В 1917 году — юнга на линкоре «Гангут» (переименованного в 1925 году в «Октябрьскую революцию»). Участник Петроградских и Московских революционных событий октября — ноября 1917 года. В конце 1918 года добровольцем вступил в Красную армию. В Гражданскую войну воевал на Восточном и Туркестанском фронтах.

### Межвоенный период
В мирное время получал военное образование. Один из пионеров бронетанковых войск. Командовал танковой ротой, танковым батальоном. Участник Советско-финской войны (1939—1940). Отличился при прорыве линии Маннергейма, первым применив танковые пушки для расстрела бетонных противотанковых надолбов.

### В годы Великой Отечественной войны
К началу Великой Отечественной войны — майор, командир 49-го танкового полка 24-й танковой дивизии Ленинградского военного округа. Участвовал в боях на Лужском оборонительном рубеже, на Невской Дубровке. В феврале 1942 года полковник. Назначен командиром 87-й танковой бригады. 14 марта 1942 года ему поручено организовать танковую колонну создаваемую на средства Фонда обороны из добровольцев Южного Урала и рабочих Челябинского тракторного завода. Колонна получила название 96-я танковая бригада им. Челябинского комсомола. В конце июня того же года она получила боевое крещение под Воронежем.
8 января 1943 года В. Г. Лебедеву присвоено звание генерал-майор.
96-я танковая бригада приняла участие в составе 18-й стрелкового корпуса в Острогожско-Россошанской операции и в качестве отдельной танковой бригады в Воронежско-Касторненской операции (см. карту).
На завершающем этапе последней, 9 февраля 1943 года, после тяжёлых боев остатки танковой бригады в составе 228 человек и 8 танков перекрыли дорогу у д. Пузачи Курской области отступающей от пос. Горшечное 13-тысячной колонны разбитой 2-й полевой армии и, используя условия сильной метели, удерживали врага почти в течение трех суток (9, 10 и 11-го февраля). При обороне деревни было уничтожено около 6 тысяч немцев, а две тысячи, с помощь подошедших частей 38-й армии, взяты в плен. В мае 1943 года 96-я ОТБр вошла в состав 6-й гвардейской армии генерала Чистякова Ивана Михайловича и готовилась к Курской битве.

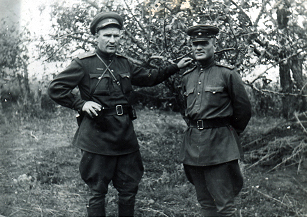
Генерал В. Г. Лебедев, зам. командира 6-го танкового корпуса (слева), и полковник Н. В. Моргунов, командир 22-й танковой бригады (справа)

Современные исследователи всё более склоняются к мысли, что в Курской битве 1943 г. на Белгородско-Курском направлении сама Прохоровка изначально была целью наступления (см. карту).
Для её захвата главный удар наносился правым флангом 2-го танкового корпуса. Перед дивизией этого корпуса «Мёртвая Голова» ставилась задача, рассечь советский фронт на стыке 6-й гвардейской армии генерала Чистякова и 7-й гвардейской армии генерала Шумилова, захватить переправы через р. Липовый Донец и двинуться на север по железной дороге Белгород-Курск на Прохоровку. С запада это наступление должны поддерживать танковые дивизии СС «Рейх» и «Лейбштандарт Адольф Гитлер», а на востоке — 3-й танковый корпус. По этому плану все три войсковые группы должны были встретиться у Прохоровки, захваченной перед этим дивизией «Мёртвая Голова», для дальнейшего движения на Курск. 48-му танковому корпусу, находящемуся на левом фланге наступления, отводилась вспомогательная роль. Он должен был своей активностью удержать в стороне от главных событий сражения самую мощную силу русских — 1-ю танковую армию генерала Катукова.
Дивизия «Мёртвая Голова» свою задачу не выполнила. Чтобы парировать её удар через Шопино на Гостищево, командование Воронежского фронта поставило перед 96-й отб требование во что бы то ни стало во взаимодействии с 375-й стрелковой дивизией полковника П. Д. Говоруненко удержать стык между 375-й и 52-й гвардейской дивизиями 6-й гвардейской армии на рубеже Шопино—Вислое и, одновременно, стык между 6-й и 7-й гвардейскими армиями на рубеже Хохлово—Дальняя Игуменка. В течение 5-го, 6-го, 7-го и первой половины 8 июля 8 тысяч человек 375-й стрелковой дивизии полковника Говоруненко и 54 танка, шесть 75-миллиметровых орудий и восемь 88-миллиметровых миномётов 96-й отб сдерживали напор 194 танков, включая 8 Т-6 «Тигр», и 14 тысяч человек дивизии СС «Мёртвая Голова». Немцы применяли всё, что могли. Они штурмовали и бомбили с воздуха. Массировано обстреливали обороняющихся из гаубиц и шестиствольных миномётов. Пытались обойти с флангов. Русские пятились, но всегда отступали на заранее подготовленные позиции. Приходилось начинать всё сначала. Даже войти в Шопино, а до него было всего шесть км, немцам в тот момент не удалось. 8 июля, окончательно поняв, что здесь не прорваться, дивизию «Мёртвая Голова» перевели на левых фланг наступления, заменив её 168-й пехотной дивизией. В эсэсовской дивизии после трёхдневного боя осталось чуть более 8 тысяч, 107 танков и самоходок, включая один (!) Т-6 «Тигр». В то время как 375-я дивизия потеряла тысячу человек, а 96-я ОТБр — ни одного танка и 57 человек раненых.
Конечно, этот эпизод ушёл в тень на фоне героической гибели соседа слева, 52-й гвардейской дивизии полковника Некрасова И. М., почти полностью полегшей под гусеницами 2-х эсэсовских дивизий в первые же часы сражения. Действия комбрига были высоко оценены независимыми исследователями. По сути это был срыв плана Манштейна-Гота, так как сражение превращалось в лобовое столкновение-бойню противников по принципу «стенка на стенку», что, собственно, и желало советское командование.
С 8 по 11 июля 96-я отб, под командой своего комбрига, будучи единственным танковым соединением на этом участке фронта, сдерживала напор 3-го танкового корпуса немцев в районе населённых пунктов Дальняя Игуменка, Хохлово, Киселёво и Сабынино — деревень на восточном берегу р. Северский Донец к северу от Белгорода. Затем прикрывала отход советских частей на западный берег, а по окончании его, в ночь на 12 июля совершила смелый по замыслу и дерзко исполненный ночной рейд по немецким тылам. У Ржавца, подбив девять танков (передовая группа майора Ф. Бека), бригада заняла назначенную ей командованием оборону у сёл Александровка и Свиридово.

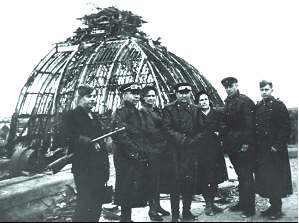
7 мая 1945 года в Берлине у купола рейхстага, генерал Лебедев в центре группы.

С 15 июля по 31 октября 1943 года В. Г. Лебедев — заместитель командира 6-го танкового корпуса 1-й танковой армии, 23 октября переформированного в 11-й гвардейский. С 1 ноября 1943 В. Г. Лебедев командовал 54-й гвардейской танковой бригадой 7-го танкового корпуса 3-й гвардейской танковой армии в боях за Киев и правобережную Украину (см. карту — Битва за Днепр (недоступная ссылка)). В ночь с 4 на 5 ноября 1943 года вместе с бригадой участвовал в ночной «психической» атаке на Святошино с зажжёнными фарами и под вой сирен, в результате которой немцы стали спешно покидать Киев. В ночь с 5 на 6 ноября совершил прорыв к Василькову и днём 6 ноября освободил его. После тяжёлого ранения, полученного в боях за Житомир (потеря глаза), до окончания войны командовал 4-й автомобильной бригадой, обеспечивая наступающие войска 1-го Белорусского фронта вооружением и боеприпасами.

### В послевоенные годы
После войны заведовал военной кафедрой в Московском автомеханическом институте и там же читал лекции по электротехнике.
В 1972 году в знак протеста против проводимой в тот момент внутренней политики добровольно вышел из КПСС.

## Научная деятельность
После выхода на пенсию в 1953 года активно занялся изучением своего родного края — Серпуховского и Лопасненского районов Московской области. По результатам своих экскурсий и походов оставил записки, посвящённые русской народной мудрости. В частности, в них он опровергал мнение, что русская народная мудрость — простая совокупность разрозненных, не связанных между собой выражений, рождённых по тому и иному случаю, но считал её за целостное мировоззрение. Подобное учению о Дао в Китае и Ведам в Индии, оно обладает необходимой для этого широтой и детальностью.
По его мнению, русский народ принёс своё видение окружающего мира и происходящих в нём перемен из глубокой древности. Это видение можно сформулировать пространной фразой составленной из широко известных пословиц: «Не в силе бог, а в правде» (изречение по традиции приписывается князю Александру Ярославичу Невскому), так как
- «Ничто не проходит бесследно, всегда что-то остаётся» (будем называть данное суждение первым правилом русской народной мудрости;
- «Всё идёт своим чередом, каждой вещи своё место, каждому овощу своё время» (второе правило);
- «Всё, что имеет начало, имеет и конец; сколько верёвочке не виться, кончику быть» (третье правило);
- «Всё возвращается на круги свои; сколько и как прибудет, столько и так убудет, свято место пусто не бывает, и на каждую силу найдётся ещё большая сила» (четвёртое правило).

## Награды
- Орден Красного Знамени № 9802, Указ ВС СССР от 15.01.1940 г. Награда получена за прорыв линии Маннергейма.
- Орден Суворова II степени № 45, Указ ВС СССР от 08.02.1943 г. Награда получена за бои под п. Кантемировка.
- Орден Суворова II степени № 529, Указ ВС СССР от 10.01.1944 г. Награда получена за освобождение г. Житомир 11 ноября 1945 г.
- Орден Красного Знамени № 11459, Указ ВС СССР от 03.11.1944 г. Награда получена за успешное выполнение задания командования 1-м Белорусским фронтом по обеспечению войск при подготовке наступления с Сандомирского плацдарма.
- Орден Ленина № 33361, Указ ВС СССР от 21.02.1945 г. Награда получена за освобождение Польши.
- Орден Красного Знамени № неизвестен, Указ ВС СССР от 20.06.1949 г. Награда получена за бои на Курской Дуге в июле 1943 года по вновь выяснившимся обстоятельствам.